# Weefhuis
Het Weefhuis is een gebouw uit 1650, oorspronkelijk gebouwd als pakhuis, in Zaandijk in de gemeente Zaanstad in de Nederlandse provincie Noord-Holland. Het is tussen 1870 en 1875 tot woonhuis verbouwd.
Tussen de straat, de Lagedijk, en het pand is een tuin met tuinbeelden uit de 18e eeuw.
In 1960 is het pand aangekocht door de toenmalige gemeente Zaandijk, die er een cultureel centrum vestigde, met de Zaanse fotograaf Wim Krijt als beheerder. Nadat Zaandijk in 1974 was opgegaan in de nieuwe grote gemeente Zaanstad werd de gemeentelijke culturele functie (met Krijt als medewerker) echter overgenomen door het centrum Zienagoog in Zaandam. Na 1974 werd in het Weefhuis het kantoor van de Vereniging De Zaansche Molen gevestigd, tot deze organisatie in 2003 een eigen plek kreeg in het Molenmuseum in Koog aan de Zaan.
Hierna heeft de gemeente Zaanstad het Weefhuis overgedragen aan de in 2003 opgerichte Stichting Het Weefhuis, die er sinds 2004 culturele activiteiten organiseert. In 2006 is het pand gerenoveerd. Het is nu een plek voor exposities, lezingen, cursussen etc.
Het Weefhuis is sinds 1967 beschermd als rijksmonument en maakt deel uit van het beschermd dorpsgezicht Zaandijk, ook bekend als Gortershoek.

## Geboren
Jan Jacob Schipper